# فلورا كامبل
فلورا كامبل (بالإنجليزية: Flora Campbell)‏ هي ممثلة أمريكية، ولدت في 1 أغسطس 1911 في نواتا في الولايات المتحدة، وتوفيت في 6 نوفمبر 1978.

## وصلات خارجية
- فلورا كامبل على موقع IMDb (الإنجليزية)
- فلورا كامبل على موقع قاعدة بيانات برودواي على الإنترنت (الإنجليزية)